# Ulvi Voog
Ulvi Voog, coniugata Indrikson (Tallinn, 18 febbraio 1937), è un'ex nuotatrice sovietica, dal 1991 estone.

## Carriera
Specializzata nello stile libero, ha partecipato ai Giochi di Roma 1960, gareggiando nei 100m sl e nella Staffetta 4x100m sl.
Ai Campionati europei del 1958, ha vinto 1 argento nella Staffetta 4x100m mista.
È la nonna dei nuotatori olimpici Triin Aljand e Martti Aljand.